# Groote Eylandt
Groote Eylandt (« grande île » en néerlandais) est une île australienne située en mer d'Arafura, plus précisément dans le golfe de Carpentarie dont elle est la plus grande île. C'est le pays et la propriété d'une population aborigène : les « Anindilyakwa » et l'accès à l'ile n'est pas autorisé sans la permission du conseil aborigène local, le « Angurugu Community Government Council ». Administrativement, l'île dépend du Territoire du Nord. Elle doit son nom à l'explorateur néerlandais Abel Tasman.

## Géographie
Localisée dans le nord-nord-est de l'Australie, elle est distante de 41 km du cap Barrow, sur la côte nord-est du Territoire du Nord, et de 623 km de Darwin. Elle mesure environ 48 km d'est en ouest et 68 km du nord au sud. Sa surface est de 2 260 km² et son altitude moyenne de 15 m. Elle culmine à 219 m à Central Hill. La végétation est de type savane boisée.
L'ile possède une mine de manganèse près de la principale ville de l'île : « Angururu », sur la côte ouest ; la mine est exploitée par la Société GEMCO (Groote Eylandt Mining Company) qui paie des redevances aux propriétaires traditionnels.
En service depuis 1960, la mine a une production annuelle de plus de deux millions de tonnes soit 10 % de la production mondiale.

## Histoire
L'île fut découverte en 1623 par Willem van Coolsteerdt à bord du Arnhem. Mais ce n'est qu'en 1644 qu'elle reçut de Tasman son nom hollandais. La première colonie européenne - une mission anglicane - s'établit sur l'ile en 1921 à « Emerald river ». Pendant la Seconde Guerre mondiale, elle dut déménager à « Angurugu » afin de laisser sa place à la « Royal Australian Air Force » pour ses missions aériennes. En 1979, le contrôle de l'île a été transféré au Conseil Aborigène local.